# Plankənd
Plankənd è un comune dell'Azerbaigian situato nel distretto di Gədəbəy. 